# American Pie (serie di film)

Un fotogramma del terzo capitolo American Pie - Il matrimonio, diretto Jesse Dylan nel 2003.

American Pie è un franchise cinematografico composto da nove commedie per ragazzi.
La saga è costituita da due serie distinte di film: la serie originale, denominata semplicemente American Pie, e una serie spin-off, chiamata American Pie Presents. La tetralogia originaria è stata ideata e scritta da Adam Herz ed è stata distribuita nei cinema dagli Universal Studios, mentre la serie collaterale è stata prodotta per essere destinata al mercato home video ed è legata ai precedenti film dalla sola presenza dell'attore Eugene Levy.

## Personaggi e interpreti
- Jim Levenstein, interpretato da Jason Biggs:
Si distingue dagli altri personaggi a causa della sua insicurezza nel parlare con le ragazze e la sua propensione a cacciarsi in situazioni imbarazzanti, specie con il padre, quali la "scena con un rapporto sessuale" con torta di mele che ha dato nome al film, la scena della colla nel secondo episodio ed altre. I migliori amici di Jim sono Chris "Oz" Ostreicher, Kevin Myers e Paul Finch. Nel primo film Jim è innamorato di Nadia, una ragazza cecoslovacca, che diventa la sua ossessione fino al secondo episodio, quando decide di lasciarla per fidanzarsi con Michelle Flaherty, una ragazza ninfomane del campo della banda con cui era andato a letto dopo la festa di fine anno, che poi sposerà nel terzo film.
- Noah Levenstein, interpretato da Eugene Levy:
Il padre di Jim Levenstein, dà ottimi consigli al figlio, anche se sulle faccende sessuali imbarazza più del dovuto. Nel quinto capitolo si scopre che da giovane era molto più simile a Stifler che al figlio, infatti è lui il creatore del miglio nudo e nel sesto capitolo darà dei consigli a Erik Stifler, farà uscire di prigione Dwight e i suoi amici e, come ex Beta e Capitano delle ultime Olimpiadi dell'antica Grecia, le arbitrerà in Beta House. Durante la gara del "rilascio di venere" si scopre che è lui il detentore del record con le sue "mani da chirurgo". Nel settimo aiuterà i tre protagonisti Rob, Nathan e Lube a ricostruire il "manuale del sesso" (in cui fra l'altro è il primo a scrivere) rovinatosi in un incidente. Nell'ottavo film, rimasto vedovo, è stavolta lui a ricevere i consigli di suo figlio Jim, il quale cerca di incoraggiarlo a trovare una nuova compagna. Alla fine intreccerà una relazione con Janine, la "mamma di Stifler". È l'unico personaggio ad essere presente in tutti i film della serie.
- Michelle Annabeth Flaherty, interpretata da Alyson Hannigan:
Ragazza ninfomane suonatrice di flauto, prima fidanzata e poi sposa di Jim. Nel primo film verrà invitata al ballo di fine anno da quest'ultimo solo perché egli pensa, erroneamente, che lei sia l'unica a non aver visto il suo imbarazzante video con Nadia. Solo durante la festa a casa di Stifler la ragazza rivelerà di essere tutt'altro che goffa e innocente, tanto da essere lei stessa a spingere Jim a fare sesso, rivelandogli inoltre di aver già visto il suo video e di aver accettato l'invito proprio per insegnargli qualcosa in proposito. Nel secondo film darà dei consigli a Jim su come essere più bravo in ambito sessuale per Nadia e per un po' si fingerà la sua fidanzata perché, a causa di un incidente imbarazzante, Jim non può andare a letto con Nadia per alcuni giorni, per poi fingere anche una rottura per lasciargli campo libero. Avendo capito di essere innamorata di Jim, Michelle sarà abbattuta al pensiero che quest'ultimo stia con Nadia, per poi essere raggiunta proprio da Jim, il quale si è reso conto di voler stare con lei e i due si mettono insieme. Nel terzo film Jim le chiede di sposarlo e il suo vero problema per le nozze riguarda lo scrivere i propositi per il matrimonio, in quanto non sa come esprimere i suoi sentimenti verbalmente, così chiederà consiglio al padre di Jim. Nell'ottavo film i due sono in crisi perché, dopo essere diventati genitori, hanno perso la loro intimità sessuale, ma dopo alcune situazioni imbarazzanti riescono a ritrovare l'intesa perduta.
- Kevin Myers, interpretato da Thomas Ian Nicholas:
È uno dei migliori amici di Jim, presente in tutti i capitoli della saga originale, il più serio e romantico del gruppo. Nel primo film desidera più di chiunque nel gruppo perdere la verginità, ma è combattuto perché sa che la sua ragazza Vicky vuole prima essere sicura che lui l'ami. Alla fine, comprendendo i suoi sentimenti, le dichiarerà il suo amore poco prima di perdere la verginità con lei, ma verrà lasciato la mattina dopo perché Vicky è consapevole che andranno in due college lontani e che una storia a distanza rovinerebbe il loro rapporto. Nel secondo film rivede Vicky e capisce di non essere andato avanti con la sua vita, a differenza della sua ex, in quanto è ancora innamorato, ma infine si rende conto di dover maturare e accettare che non torneranno insieme e di essere suo amico. Nel terzo prenderà parte al matrimonio di Jim come testimone insieme a Finch e Stifler, inoltre è il solo del gruppo ad essere già sposato. Nell'ottavo film Kevin teme, erroneamente di aver tradito la moglie con Vicky dopo essersi ubriacato, dopodiché si chiarisce con la sua ex dicendole di averlo pensato solo perché lei sarà sempre il primo amore della sua vita, infine alla riunione di classe le presenterà sua moglie e le due legheranno subito.
- Chris Oztreicher, interpretato da Chris Klein:
Uno dei migliori amici di Jim, presente nei primi due capitoli della serie e nell'ultimo, sportivo e giocatore di lacrosse, innamorato di Heather. Nel primo film, da superficiale e immaturo, diventa più sensibile e conquista l'amore di Heather cantando nel coro jazz della scuola, nel secondo affronterà un'estate di storia a distanza con la fidanzata, in Spagna per un corso di studio di pochi mesi, con cui poi si riunirà felicemente in termine per la festa di fine stagione. Nell'ottavo film ha una relazione con una donna superficiale e lavora in televisione come presentatore di un programma sportivo, ma di essere infelice della sua vita perché la compagna si comporta ancora come una liceale e lo vorrebbe diverso da come sia in realtà, dopo aver rivisto Heather, anch'ella in una relazione con un chirurgo insopportabile e infantile, capisce di amarla ancora e i due si rimetteranno insieme.
- Paul Finch, interpretato da Eddie Kaye Thomas:
Finch appare in tutti i film della serie originale. Si distingue subito per il suo carattere riservato ed elegante, presenta una spiccata educazione e raffinatezza. Soprannominato dal suo nemico Steve Stifler "Pausa Merda" a causa della sua abitudine di non usare i bagni della scuola ma di andare a farla a casa, ha come migliori amici Jim Levenstein, "Oz" e Kevin Myers. Nonostante la prima impressione di Finch sia quella di un ragazzo per bene, nel secondo capitolo della saga si scopre che è un abile Maestro dell'arte tantrica (concentrazione pre-sesso di origine buddista per trasformare un incontro sessuale in un unico grande orgasmo). Nel primo film si guadagna fama e gloria dopo essere andato a letto con la madre di Stifler; ciò succederà ancora due volte, in American Pie 2 e in American Pie - Il matrimonio. La sua presenza nel film è abbastanza importante, soprattutto nel primo film e nel terzo (dove in gara con Stifler tenta di conquistare il cuore di Cadence Flaherty, la sorella di Michelle, sposa di Jim, scambiandosi le personalità). Non è presente negli spin-off di American Pie. In American Pie: Ancora insieme intreccerà una relazione con Selena, una delle amiche della banda di Michelle che, al liceo, non veniva presa in considerazione perché obesa e secchiona, divenuta poi una bellissima donna, ma subirà anche la vendetta di Stifler, il quale si porterà a letto sua madre.
- Steve Stifler, interpretato da Seann William Scott:
Appare nel primo film della serie e si distingue subito per la sua arroganza e per il particolare interesse di andare a letto con il maggior numero di ragazze, per questo si fa chiamare "Stifmeister" (dal tedesco: maestro del sesso). È figlio di Janine ed Erik Stifler, che sono divorziati, ed ha un fratello minore, Matt Stifler. Ha tre cugini, Dwight, Erik e Scott, e una cugina Stephanie. I suoi migliori amici del liceo sono Jim Levenstein, "Oz", Kevin Meyers, e Paul Finch. Nel terzo film ha rischiato di rovinare il matrimonio di Jim e Michelle poiché ha fatto appassire tutti i fiori decorativi, ma si fa perdonare risolvendo in una sola notte questo problema. Inoltre ha contribuito alla riuscita della cerimonia avendo accidentalmente un rapporto sessuale con la nonna di Jim, contraria al matrimonio, rendendola "improvvisamente" contenta e favorevole. In American Pie: Ancora insieme mollerà il lavoro d'ufficio sottopagato che disprezza per fare l'organizzatore di evento e avrà la possibilità di vendicarsi di Finch avendo un rapporto sessuale con sua madre.
- Chuck Sherman, interpretato da Chris Owen:
Sherman si fa notare subito per essere un ragazzo fissato con Terminator, tant'è che si soprannomina Sherminator convinto di far colpo sulle ragazze. Tuttavia riuscirà a fare colpo solo con Nadia alla fine del secondo film; come Finch anche lui viene ripetutamente preso in giro da Stifler. Si rivelerà oltretutto un bugiardo di prima categoria. Infatti, a una festa, sta tutta la notte a parlare con una ragazza chiuso in una camera, e farà credere a tutti i suoi amici di aver avuto con lei un rapporto sessuale. Gli amici, invidiosi, decidono anche loro di avere al più presto un rapporto. Nel quarto capitolo della saga diventa il preside del suo vecchio liceo ma vediamo che anche col passare dell'età la sua passione per Terminator non diminuisce.
- Janine Stifler, interpretata da Jennifer Coolidge:
Madre di Steve e Matt Stifler, a detta di tutti estremamente attraente. È soprannominata da tutti "Mamma Di Stifler". Gli scolari - in particolare John e Justin - vedendone una foto appesa alle pareti declamano convinti: "MILF! MILF! MILF!". Inoltre Janine è caratterizzata dal fatto che ha portato Paul Finch a letto una volta in ognuno dei primi tre episodi della serie, anche se "a letto" letteralmente non ci sono mai stati (biliardo, auto e vasca da bagno). Il suo nome si scoprirà alla fine del secondo episodio della serie, ma lei stessa preferisce essere chiamata "mamma di Stifler" piuttosto che con il suo vero nome. Nel terzo e nel quarto film si scopre che ha obbligato entrambi i figli a prendere lezioni in ambito musicale, nel caso di Steve è stato il ballo mentre per Matthew la cornamusa. Nell'ottavo film intreccerà una relazione con Noah, il padre di Jim.
- Matthew Stifler, interpretato Tad Hilgenbrink:
È il fratello minore di Steve Stifler. Nel primo e nel secondo capitolo della saga è interpretato da Eli Marienthal. Matt cercherà di emulare il fratello, mentre nel quarto capitolo, di cui è protagonista, avrà già seguito la sua strada. Matt ha finito il penultimo anno e insieme a due suoi amici fa uno scherzo alla banda che suonerà alla cerimonia del diploma, diretta da Elyse. Ma verrà beccato e spedito dal preside Chuck Sherman al campo della banda, dove all'inizio cercherà solo di ingannare tutti per girare un video da inviare al fratello, ma poi diventa buon amico di tutti, si innamora di Elyse e la fa ammettere alla scuola di musica tanto desiderata da lei. Si ammorbidirà come il fratello nel terzo capitolo, anche se i suoi geni da Stifler saranno ancora evidenti.
- Erik Stifler, interpretato da John White:
Appare come protagonista nei film American Pie presenta: Nudi alla Meta ed American Pie Presents: Beta House. Erik è il cugino di Steve, Matt Stifler, Dwight Stifler e Scott Stifler. In American Pie presenta: Nudi alla Meta partecipa al "Miglio Nudo" organizzato dagli studenti dell'ultimo anno del college, dove si trova Dwight, il cugino più grande di Erik. Erik è l'unico Stifler ancora vergine, dato che la sua ragazza Tracy non si sente pronta, ma quest'ultima darà un "buono-libertà" da sfruttare durante il "Miglio Nudo". Ma Erik non utilizzerà questo buono e così facendo alla fine del film avrà finalmente un rapporto sessuale con Tracy. In American Pie Presents: Beta House Erik, dopo essere stato lasciato da Tracy, arriverà al college del cugino Dwight dove dovrà affrontare le 50 prove per essere ammesso alla Beta House. Inoltre in questo film si metterà con un'altra ragazza, Ashley, una ragazza dolce ma più disinibita rispetto a Tracy.
- Dwight Stifler, interpretato da Steve Talley:
Dwight è uno dei cinque cugini Stifler e come i cugini è un maniaco dell'alcol e soprattutto del sesso. Dwight compare nei due film American Pie presenta: Nudi alla Meta e American Pie Presents: Beta House. Dwight è il, come si definisce lui, "maestro d'iniziazione" di una confraternita chiamata Beta, la cui sigla è formata dalle tre lettere greche Beta Delta Xi. Questa è una confraternita totalmente folle dove i ragazzi in prevalenza nel tempo libero fanno feste a profusione con svariati barili di super-alcolici e birra senza contare le ragazze stupende. Nel primo film Dwight si ritrova a combattere contro una confraternita di nani: i "Lambda Pi Gamma". Nel secondo film Dwight accoglie il suo cugino Erik e il suo amico Cooze nella confraternita, dove dovranno però superare 50 prove per entrare a farne parte. Quest'anno Dwight avrà una nuova confraternita con cui combattere poiché sono stati questi ultimi a cacciare dal campus i Lambda Pi Gamma. Al termine di entrambe le "battaglie" tra confraternite Dwight ruberà la fidanzata del capo rivale.
- Scott Stifler, interpretato da John Patrick:
Scott è un altro esemplare della mitica famiglia Stifler, uno dei cugini, che segue perfettamente le orme lasciate dai suoi predecessori. Il film in cui compare Scott è American Pie presenta: Il manuale del sesso, a differenza degli altri cugini, non è richiamata molto la sua attenzione nel film. Va all'inseguimento del sesso e nessuno toglie che nelle vene scorre il sangue degli Stifler. Ma la sua vera sfida è conquistare Imogen, una ragazza del suo liceo che resiste al suo fascino. È possibile che alla fine si mettano insieme.

## Box office
| Film                         | Uscita nelle sale | Incassi      | Incassi         | Incassi      | Posizione         | Posizione           | Budget       | Note  |
| Film                         | Uscita nelle sale | Stati Uniti  | Resto del mondo | Totale       | Classifica locale | Classifica mondiale | Budget       | Note  |
| ---------------------------- | ----------------- | ------------ | --------------- | ------------ | ----------------- | ------------------- | ------------ | ----- |
| American Pie                 | 9 luglio 1999     | $102 561 004 | $132 922 000    | $235 483 004 | numero 409        | numero 666          | $10 000      | [ 1 ] |
| American Pie 2               | 11 agosto 2001    | $145 103 595 | $142 450 000    | $287 553 595 | numero 199        | numero 238          | $30 000 000  | [ 2 ] |
| American Pie - Il matrimonio | 1º agosto 2003    | $104 565 114 | $126 884 089    | $231 449 203 | numero 400        | numero 320          | $55 000 000  | [ 3 ] |
| American Pie: Ancora insieme | 6 aprile 2012     | $57 011 521  | $177 978 063    | $234 736 898 | numero 1129       | numero 405          | $50 000 000  | [ 4 ] |
| Totale                       | Totale            | $409 241 234 | $580 234 152    | $989 222 700 |                   |                     | $145 000 000 |       |

## Accoglienza
| Film                                               | Rotten Tomatoes   | Metacritic       |
| -------------------------------------------------- | ----------------- | ---------------- |
| American Pie (1999)                                | 61% (128 giudizi) | 58% (30 giudizi) |
| American Pie 2 (2001)                              | 52% (127 giudizi) | 43% (28 giudizi) |
| American Pie - Il matrimonio (2003)                | 53% (154 giudizi) | 43% (34 giudizi) |
| American Pie Presents: Band Camp (2005)            | 17% (6 giudizi)   | -                |
| American Pie presenta: Nudi alla meta (2006)       | 0% (5 giudizi)    | -                |
| American Pie Presents: Beta House (2007)           | 0% (3 giudizi)    | -                |
| American Pie presenta: Il manuale del sesso (2009) | 0% (1 giudizi)    | -                |
| American Pie Presents: Girls' Rules (2020)         | 30% (10 giudizi)  | 0% (3 giudizi)   |
| Giudizio medio                                     | 43%               | 48%              |

## Titoli simili
I seguenti film fanno riferimento a American Pie nel titolo italiano, ma non fanno parte della saga.
- Decameron Pie (2007), titolo originale Virgin Territory.
- Hole in One - American Pie Plays Golf (2010), titolo originale ParFection: The Movie Golf.